# Andrej Bělocvětov
Andrej Bělocvětov, původním jménem Andres Belotsvetov – Theakston (8. října 1923 Praha – 19. dubna 1997 Praha) byl český malíř a grafik.

## Biografie
Pocházel z rodiny bohatého podnikatele a klavírní virtuózky, kteří se seznámili v Argentině. Druhé příjmení Theakston zdědil po babičce, britské šlechtičně. Andrej se narodil v Praze, kam jeho rodiče odjeli na delší studijní a pracovní pobyt. Po třech letech se však rozešli a otec se vrátil do USA, odkud ještě nějakou dobu rodinu finančně podporoval.
Andrej Bělocvětov navštěvoval ruské gymnázium v Praze, kde se seznámil s Grigorijem Musatovem, současně studoval soukromě malbu u Nechlebova, žáka Nikolaje Bakulina, a v letech 1938–40 na grafické škole v Praze u prof. J. Solara a také G. Musatova.
Roku 1941 se seznámil s fotografem Josefem Sudkem, se kterým ho pak spojovalo celoživotní přátelství. Sudek byl také předním sběratelem Bělocvětovových obrazů. Díla mladého umělce obdivovali kromě Sudka také malíř Jan Zrzavý a sochař Karel Lidický. Na jejich doporučení se Bělocvětov v letech 1943–48 každoročně účastnil výstav Umělecké besedy. Za války se stýkal s okruhem Spořilovských surrealistů a v květnu 1945 se zapojil do pražského povstání. Hned po válce byl bez zkoušek přijat na AVU a stal se žákem Vlastimila Rady a Emila Mináře, po roce ji však sám opustil, protože zjistil, že pro jeho další umělecký vývoj už není akademie žádným přínosem.
Roku 1949 se seznámil se Stanislavou Pavlíkovou a následujícího roku se jim narodila dcera Andrea (Gradiva). Již před válkou odmítli Bělocvětov a jeho matka optovat pro argentinský fašistický režim, proto byli zbaveni argentinského státního občanství – válku přečkali s Nansenovým pasem. Po válce se Bělocvětov opakovaně a marně pokoušel získat české státní občanství. Nejenom, že mu úřady tuto žádost zamítly, ale později mu, jako cizinci, odmítly dát i povolení k sňatku (toto povolení on a Stanislava získali až o mnoho let později). Roku 1952 získal ateliér v domě sousedícím s ateliérem Hany Wichterlové. Přes ulici se nacházel ateliér Josefa Sudka, kam Bělocvětov často docházel na návštěvu i na Sudkovy hudební úterky.
Koncem 50. let se stal členem skupiny Máj 57 a vystavoval s ní do roku 1965. V 70. letech byl čestným předsedou Žižkovské avantgardy. Vlivem svých občanských i uměleckých postojů, především neochotě ke kompromisům, se ocitl v izolaci a nesměl samostatně vystavovat. Přestože se téma smrti vyskytuje v celé malířově tvorbě, jeho obrazy se v posledních letech života (celá 90. léta) vyznačují neobyčejnou mírou vitality. Zemřel v době, kdy jeho dílo začínalo být oceňováno.

## Dílo
Bělocvětov byl nadaným malířem a již roku 1942 vystavil s Uměleckou besedou Autoportrét, který vytvořil jako sedmnáctiletý. Za války si vydělával portréty na zakázku. Po své matce zdědil absolutní sluch a tento talent se projevil i v jeho malířské tvorbě jako synestezie (barevné slyšení).
Kontinuita vývoje umělcovy tvorby je dobře patrná z následujícího rozdělení na období a styly:
- V průběhu 40. let se věnoval hlavně zátiší a portrétu, ale maloval i krajinu – jsou patrné vlivy impresionismu, expresionismu a kubismu.
- Na přelomu 40. a 50. let vstoupil do období magického realismu a surrealismu, maloval velkoplošná novoklasicistní plátna i kubizující portréty.
- Na konci 50. let a v 60. letech se začal zabývat gestickou malbou, abstraktním expresionismem – je inspirován Pollockovou technikou drippingu, které dodává vlastní figurativní obsah.
- V 70. letech začal s velkou postmoderní syntézou dosavadních stylů, dával jim stále novou formu, tato tendence pokračovala v dalších letech s invencí, které léty neubývalo, naopak byla stále originálnější a objevnější.
- V 80. letech po nějakou dobu z různých důvodů téměř nepracoval. Zhoršil se jeho zdravotní stav, upadl do hluboké deprese, vrátil se však s novou silou a tvořil veliké cykly – jeho tvorba vynikala maximální úsporností a blížila se ke svému vrcholu.
- V období 90. let maloval obrazy plné poezie, rozmanitě stylizovaných tvarů a zářivých barev s lehkou hravostí a bravurou, ke které dospěl dlouholetou usilovnou prací, nevyhýbající se experimentu. Na tomto základě dokázal zúročit svůj mimořádný talent a vytvořit nové, svébytně smysluplné hodnoty.

### Zastoupení ve sbírkách
- Národní galerie v Praze
- Galerie Středočeského kraje v Kutné Hoře (GASK)
- Severočeská galerie výtvarného umění v Litoměřicích
- Galerie moderního umění v Roudnici nad Labem
- Galerie umění Karlovy Vary
- Alšova jihočeská galerie v Hluboké nad Vltavou
- Galerie Klatovy / Klenová
- Galerie výtvarného umění v Ostravě
- Muzeum umění Olomouc
- Krajská galerie výtvarného umění ve Zlíně
- Oblastní galerie Vysočiny v Jihlavě
- Galerie výtvarného umění v Hodoníně
- Oblastní galerie v Liberci
- Galerie výtvarného umění v Náchodě

### Výstavy

#### Autorské
- 1958 Galerie U Řečických Praha
- 1965 Galerie Nová síň Praha
- 1984 ÚKDŽ (Národní dům, Praha) – práce z let 1980–84, po 19letém zákazu samostatných výstav, další samostatná výstava
- 1986 Galerie bratří Čapků Praha
- 1986 Okresní muzeum Jindřichův Hradec
- 1987 Okresní muzeum a galerie Jičín
- 1991 Galerie bratří Čapků Praha
- 1996 Lichtenštejnský palác Praha
- 1997 Galerie bratří Čapků Praha
- 1997 Galerie umění Karlovy Vary
- 1998 České centrum Bratislava
- 1999 Galerie U prstenu Praha
- 2001 Galerie 9 Praha
- 2006 Galerie kritiků Praha
- 2008/2009 Galerie Masné krámy, Plzeň (retrospektivní výstava 1939–1997)
- 2011 Nadhledy A. Bělocvětova, Komorní Hrádek
- 2012 Galerie U Betlemské kaple, Praha
- 2012 Dvořákova síň, Rudolfinum, Praha
- 2014 Obrazárna Špejchar, Želeč
- 2016 Topičův salon, Praha - křest knihy "Hudba absolutna"
- 2019 Galerie 9, opětovná prezentace knihy "Hudba absolutna"

#### Skupinové
- 1943–48 každoročně Umělecká beseda Praha
- 1957, 1958, 1963 Skupina Máj 57 Praha
- 1967 České moderní malířství, zámek Nelahozeves
- 1967 1. pražský salon, Bruselský pavilon Praha
- 1974 České malířství XX. století, Oblastní galerie Liberec
- 1985 Vyznání života a míru, Praha a Bratislava
- 1988 Salon pražských výtvarných umělců, Park kultury a oddechu Julia Fučíka Praha
- 1989 Jan Sudek, sběratel českého moderního umění, Galerie moderního umění Roudnice nad Labem (stejná výstava v témže roce ve Východočeské galerii Pardubice a galerii výtvarného umění Most.
- 1991 český informel, Galerie V. Špály Praha
- 1999 Umění zrychleného času, Praha a Galerie výtvarného umění Cheb
- 2003 Umění je abstrakce, Jízdárna Pražského hradu, Uměleckoprůmyslové muzeum Brno a Salon Kabinet Olomouc
- 2007 Moderní a poválečné umění, Galerie Louvre, Praha

### Katalogy (výběr)
- Andrej Bělocvětov: Obrazy a kresby, Toman Prokop Hugo, kat. 12 s., ČFVU Praha, 1958
- Bělocvětov, Pondělíček I, kat. 4 s., Galerie Nová síň Praha, 1965
- Obrazy Andreje Bělocvětova: Průřez tvorbou za 45 let, Kořán I, kat. 20 s., Okresní muzeum Jindřichův Hradec, 1986
- Andrej Bělocvětov: Pomník vůle a úzkosti, Franz V, Svoboda P, kat. 28 s., Státní galerie výtvarného umění, Most, 1996
- Andrej Bělocvětov, Knížák M, Šimon P, kat. 130 s., Galerie kritiků Praha, 2006
- Andrej Bělocvětov 1923 - 1997: I. obrazy, Brozman D, Klusák J, kat. 169+5 s., Zámek Týnec, 2008
- Andrej Bělocvětov 1923 - 1997: II. kresby, Brozman D, Pospiszyl T, Šrejma J, kat. 115+7 s., Zámek Týnec, 2008
- Nadhledy Andreje Bělocvětova, Pilařová A, Šmidrkal P, Vobůrka P, Zgustová M, kat. 88 s., Komorní hrádek Chocerady, 2011
- Osamělá pouť Andreje Bělocvětova, Pilařová A, Šmidrkal P, kat. 24 s., Špejchar Želeč, muzeum a obrazárna, 2014
- RevueArt-2017/č.2_(s42-49) Portrét Andreje Bělocvětova, A. Pilařová Belotsvetová
- RevueArt-2017/č.3_(s19-21) Portrét Andreje Bělocvětova (druhá část), Kritické vědomí o ideálu, A. Pilařová Belotsvetová